# Świadkowie Jehowy w Vanuatu
Świadkowie Jehowy w Vanuatu – społeczność wyznaniowa w Vanuatu, należąca do ogólnoświatowej wspólnoty Świadków Jehowy, licząca w 2023 roku 694 głosicieli, należących do 13 zborów. Na dorocznej uroczystości Wieczerzy Pańskiej w 2023 roku zgromadziło się 4308 osób. Działalność miejscowych głosicieli koordynuje Biuro Oddziału w Suva na Fidżi.

## Historia
W roku 1930 George Winton rozpoczął regularne krzewienie swojej religii na terenie obecnego Vanuatu.
W roku 1958 do pomocy w działalności kaznodziejskiej przybyli australijscy współwyznawcy. Na projekcje filmu Społeczeństwo Nowego Świata w działaniu w 1967 roku przybyło 40 osób.
W 1971 roku zanotowano liczbę 15 głosicieli. W 1972 roku powstała pierwsza Sala Królestwa w kraju. W roku 1973 w kraju działało 38 Świadków Jehowy. W 1979 roku liczba głosicieli wyniosła 64 osoby, a 10 lat później przekroczyła 100.
W 1987 roku zorganizowano pomoc humanitarną ofiarom cyklonu Uma. W 1996 roku zanotowano liczbę 200 głosicieli w 3 zborach. W 2012 roku osiągnięto liczbę 564 głosicieli, a w 2014 roku 587 głosicieli w 10 zborach.
W marcu 2015 roku tropikalny cyklon Pam zniszczył 31 domów oraz poważnie uszkodził 58 domów należących do Świadków Jehowy. Na wyspie Tanna zniszczył lub uszkodził niemal wszystkie domy Świadków Jehowy. Wiatr zniszczył również 3 Sale Królestwa, a inna została uszkodzona przez powalone drzewo. W wyniku podjętej akcji Komitet Pomocy Doraźnej utworzony w Port Vila, stolicy Vanuatu, zadbał o najpilniejsze potrzeby, takie jak żywność, woda pitna i dach nad głową, dla około 100 rodzin Świadków Jehowy. W 2016 roku wydano Chrześcijańskie Pisma Greckie w Przekładzie Nowego Świata (Nowy Testament) w języku bislama. W kwietniu 2020 roku przeprowadzono akcję pomocy dla poszkodowanych przez cyklon tropikalny Harold, w tym dla około 260 z 280 głosicieli zamieszkujących wyspę Espiritu Santo.
4 lipca 2020 roku Mark Sleger, członek Komitetu Oddziału na Fidżi, ogłosił w nagranym wcześniej przemówieniu wydanie zrewidowanego Pisma Świętego w Przekładzie Nowego Świata w języku bislama. W związku z pandemią COVID-19 zorganizowano specjalne zebranie w trybie wideokonferencji, którego program został również przetłumaczony na miejscowy język migowy. W 2020 roku przekroczono liczbę 1000 głosicieli. W marcu 2023 roku przeprowadzono akcję pomocy dla poszkodowanych przez cyklon tropikalny Judy oraz Kevin.
W Port Vila działa Biuro Tłumaczeń Świadków Jehowy. 
Świadkowie Jehowy wydają publikacje w językach bislama oraz apma.
Zebrania zborowe odbywają się w języku bislama, angielskim i australijskim migowym.

## Sytuacja wyznania
Konstytucja gwarantuje obywatelom wolność wyznania, a rząd przestrzega tego prawa. Organizacje religijne są zobowiązane do rejestracji, jednak w praktyce tolerowana jest także działalność niezarejestrowanych grup wyznaniowych i religii. Państwo zapewnia głównym wyznaniom chrześcijańskim możliwość nauczania religii na podstawie materiałów danego wyznania. Prawo dotyczące szkolnictwa umożliwia rodzicom, aby ich dzieci były zwolnione z lekcji religii.
Organizacje monitorujące przestrzeganie praw człowieka w poszczególnych krajach regularnie publikują doniesienia dotyczące sytuacji mniejszości religijnych, w tym Świadków Jehowy w Vanuatu, rejestrowane przez Urząd Wysokiego Komisarza Narodów Zjednoczonych do spraw Uchodźców. Według dostępnych informacji z ostatnich latach nie było doniesień o przypadkach prześladowań na tle religijnym.

## Statystyki

### Liczba głosicieli (w tym pionierów)
Dane na podstawie oficjalnych raportów o działalności:
- najwyższa liczba głosicieli osiągnięta w danym roku służbowym[b] (liczby nad słupkami na wykresie)
- przeciętna liczba pionierów w danym roku służbowym (ciemniejszym odcieniem, liczby na słupkach wykresu, od 2017 roku tylko pionierów pełnocasowych, bez pomocniczych)

### Liczba obecnych na Pamiątce
Dane na podstawie oficjalnych raportów o działalności: